# ديفيد هاريس (سياسي أسترالي)
ديفيد هاريس (بالإنجليزية: David Harris)‏ هو سياسي أسترالي، ولد في 24 فبراير 1966. حزبياً، نشط في حزب العمال الأسترالي (فرع نيوساوث ويلز) ‏. في 2015 New South Wales state election ‏، انتخب عضو الجمعية التشريعية نيو ساوث ويلز عن دائرة Electoral district of Wyong ‏ (28 مارس 2015 – ) وفي 2007 New South Wales state election ‏، انتخب عضو الجمعية التشريعية نيو ساوث ويلز عن دائرة Electoral district of Wyong ‏ (24 مارس 2007 – 4 مارس 2011).